# 변분 베이즈 방법
변분 베이즈 방법은 베이즈 추론과 기계 학습에서 실제로 계산하기 힘든 적분을 근사하는데 사용되는 기술들의 집합이다. 여러 관측 변수들과 파라미터, 은닉 변수등으로 구성된 그래프 모형으로 표현될 수 있는 복잡한 통계적 모형에서 사용된다. 파라미터와 은닉 변수는 관측 변수와 대비되어 관측되지 않는 변수라고 불린다.

## 같이 보기
- 오토인코더
  - 변분 오토인코더